# Acerbia khumbeli
Acerbia khumbeli là một loài bướm đêm thuộc phân họ Arctiinae, họ Erebidae.